# Logica (azienda)
Logica è stata un'azienda britannica che si occupava di Information and Communication Technology. Era quotata al London Stock Exchange ed all'Euronext di Amsterdam ed era membro dell'indice azionario FTSE 250. La compagnia ha 38.740 dipendenti in 36 nazioni. Nel 2007 ha realizzato un giro d'affari di 3 miliardi di £ (6 miliardi di $, 3,9 miliardi di €). Nel 2012 è stata acquisita dalla canadese CGI Group

## Storia
Logica è stata fondata nel 1969 da Len Taylor, Philip Hughes and Pat Coen con supporto finanziario della Planning Research Corporation statunitense. La fondazione della compagnia coincide approssimativamente con la nascita dei primi mini computer. La maggior parte dei progetti sono stati intrapresi sfruttando la flessibilità e la potenza di quelle macchine.
Progetti importanti sono stati:
- la progettazione del sistema SWIFT per il trasferimento internazionale di denaro,
- i sistemi di controllo delle reti per il gas naturale nel Regno Unito e nei Paesi Bassi,
- i sistemi di biglietteria elettronici della metropolitana di Londra e del Bay Area Rapid Transit District di San Francisco,
- l'informatizzazione della borsa di Hong Kong,
- i sistemi di controllo delle costellazioni Eutelsat e Türksat,
- i sistemi di gestione e di caricamento dei container dei porti di Bremerhaven ed Hong Kong,
- numerosi progetti per l'Agenzia Spaziale Europea, tra cui il primo sistema satellitare meteorologico europeo (Meteosat), il software per la missione Giotto e per la missione Huygens,
- il servizio clienti di British Telecom,
- lo sviluppo del sistema teletext della BBC,
- importanti prodotti sviluppati per i laboratori IBM nel Regno Unito e negli Stati Uniti d'America.